# N-150

La N-150 es una carretera nacional española anteriormente era competencia del Ministerio de Fomento, pero actualmente ha sido traspasada y es competencia de los entes locales. Tiene una longitud de 25 km y une las poblaciones de Moncada y Reixach con Tarrasa.

## Recorrido
La N-150 inicia su recorrido en el enlace con la autovía C-17 junto a la población de Moncada y Reixach, atraviesa las poblaciones de Ripollet, Sardañola del Vallés, Barberá del Vallés y Sabadell, y finaliza en el enlace con la carretera C-243c en la localidad de Tarrasa. Pero, poco antes de finalizar, también llega a Manresa.
- Datos: Q9048275

## Salidas
C-17 (inicio carretera)
Can Cuiàs
Cementerio de Collserola
Polígono industrial Coll de Montcada
Centro ciudad / Terra Nostre
Polígono industrial Hermes
C-58 Sabadell - Barcelona / Polígono industrial La Ferreria / Ripollet / Policía local
Sardañola del Vallés Sur
Entrando en término municipal de Ripollet
B-141 Ripollet Centro - Mas Rampinyo - Santiga
Entrando en término municipal de Sardañola del Vallés
Entrando en término municipal de Ripollet
Entrando en término municipal de Sardañola del Vallés
Entrando en término municipal de Ripollet
Patronato Municipal de Ocupación
Entrando en término municipal de Sardañola del Vallés
Sardañola del Vallés
Área de servicio Galp
Entrando en término municipal de Ripollet
AP-7 Tarragona - Lleida
Entando en término municipal de Barberá del Vallés
AP-7 Gerona / Sector Baricentro
N-150 Sardañola del Vallés - Barcelona
C-58 Sabadell - Tarrasa / AP-7 Tarragona - Lérida / Centro ciudad / Polígonos / Rondas
Centro ciudad / Casal de Cultura / Serveis Socials / Polideportivo Can Serra / Polideportivo Elisa Badia / Estación Renfe de Barberádel Vallés / Badía del Vallés / Policía-Mozos de Escuadra
Cap / Mercat 11 de Septembre (Solo en Sentido Barcelona)
Polígono industrial Ronda Santa María / Complejo polideportivo Maria Reverter / Campo de fútbol Antoni Serra / Complejo polideportivo Can Llobet / Tanatorio / Cementirio / Centro ciudad / Vertedero
Policía-Mozos de Escuadra / Área de Servicio Repsol
Entando en término municipal de Sabadell
Les Termes
Les Termes / Clínica del Vallés
B-140 Mollet del Vallés - Can Roqueta
Área de Servicio Meroil
Avinguda - Eixample / Sol i Padris / Sant Oleguer / Palacio municipal de deportes / Serveis Funeraris
Gran Vía - Sud / Gràcia / C-58 Barcelona - Tarrasa / BV-1414 Badia del Vallès - Bellaterra
Vapor Buxeda Vell
Turismes / Centre (Rambla)
Gran Vía - Nord / Pl. d'Espanya / Hospital de Sabadell / Nova Creu Alta / C-58 / Barcelona / Tarrasa / Centre / C-1413 / Caldes de Muntbui / C-155 / Granollers / B-124 / Castellar Del Vallès / BV-1248 / Matadepera / Eix Macià / Parc de Catalunya
Canvi de Sentit / Hostafrancs
C-58 Barcelona - Tarrasa / C-1413 - Molins de Rei - Rubí - Sant Quirze del Vallès / Pl. del Mil·lenari / Gran Vía - Sud / Polígon Industrial Sud - Oest / Can Feu / Can Gambús / Eix Macià / Parc de Catalunya
Zona Industrial Can Feu
Serra d'en Camaró
Eix Macià / Serra d'en Camaró / Vía Alexandra
Can Rull / Els Merinals / Centre Comercial Els Merinals
Can Rull / Vía Alexandra / Cifuentes
Gran Vía - Nord / Pl. d'Espanya / Can Llong / Ca n'Oriac / Can Gambús
C-58c - Sabadell Av. d'Estrasburg - Sabadell Can Deu - Matadepera
C-58c C-58 - Barcelona - Tarrasa
Área de Servicio Repsol / Castellarnau / Sant Quirze del Vallès (Dirección C-58)
Mercavallès / Consejo Comarcal / IES Castellarnau
Entrando en término municipal de Tarrasa
Mercavallès - IPCT / Consejo Comarcal / Parc de Maquinària / Dexeilleria / Subestació / Can Barba
Hospital de Tarrasa / Torrebonica
Carretera de Montcada - Terrassa Centre - Sector Montserrat- Complex Funerari
Ronda Vallès Rubí - Les Fonts - Polígon Industrial Els Bellots
Ronda Vallès E9 C-16 C-58 Barcelona - Manresa / E9 C-16 Túnels de Vallvidrera / Terrassa ronda / Polígons Industrials
Can Palet
Avinguda Can Jofresa / Zona Esportiva / CAP Can Jofresa / Can Jofresa
Rubí / Centre Ciutat / Polígons Industrials
C-58 Barcelona
E9 C-16 Manresa - Olesa de Montserrat
C-243c (fin carretera)